# Газалиев, Гамзат Магомедович
Гамзат Магомедович Газалиев (род. 14 октября 1989, Кизилюрт) — российский боксёр, представитель средней, второй средней и полутяжёлой весовых категорий. Мастер спорта России, выступал за сборную России по боксу в 2010-х годах, двукратный бронзовый призер чемпионата России (2010, 2012), многократный победитель и призёр международных и национальных турниров в любителях. Начиная с 2017 года боксирует также на профессиональном уровне.

## Биография
Гамзат Газалиев родился 14 октября 1989 года в городе Кизилюрте Дагестанской АССР. Позже переехал на постоянное жительство в Москву, занимался боксом в секции ЦСКА. В разное время проходил подготовку под руководством таких тренеров как М. Г. Касаев, З. Г. Джафаров, Д. Г. Каракаш. Впоследствии пошёл служить в армию по контракту, представлял Вооружённые силы РФ.

### Любительская карьера
В 2007 году выступил на чемпионате России среди юниоров в Саратове, где в первой полусредней весовой категории сумел дойти до стадии четвертьфиналов. Год спустя в полусреднем весе одержал победу на чемпионате Москвы. Ещё через год стал вторым на чемпионате Москвы, уступив в финале Сухрабу Шидаеву, одержал победу на открытом чемпионате Московской области, стал серебряным призёром всероссийского турнира «Олимпийские надежды» в Оренбурге. При этом в зачёте чемпионата России в Ростове-на-Дону остановился в 1/8 финала среднего веса, уступив Максиму Газизову.
На чемпионате России 2010 года в Санкт-Петербурге стал бронзовым призёром в категории до 75 кг, в полуфинальном поединке был побеждён Артёмом Чеботарёвым. Также отметился победой на международном турнире в Белграде.
На чемпионате России 2011 года в Уфе попасть в число призёров не смог, уже в 1/8 финала проиграл Максиму Коптякову. В этом сезоне, помимо всего прочего, выиграл серебряную медаль на Мемориале Георгия Жукова в Екатеринбурге, взял бронзу на Мемориале Константина Короткова в Хабаровске, участвовал в Кубке губернатора в Санкт-Петербурге, где в четвертьфинале проиграл соотечественнику Петру Хамукову.
В 2012 году на чемпионате России в Сыктывкаре вновь стал бронзовым призёром. Победил на Мемориале Ахмата Кадырова в Грозном и на Мемориале Умаханова в Махачкале. Начиная с этого сезона время от времени выступал за российскую команду в матчевых встречах лиги World Series of Boxing.
В 2013 году в зачёте российского национального первенства в Хабаровске проиграл в 1/8 финала Давиду Арустамяну. Боксировал на Кубке Роберто Баладо в Гаване, где потерпел поражение от серебряного олимпийского призёра Карлоса Банто. Был лучшим на Мемориале Златко Хрбича в Загребе.
Одержал победу на Кубке губернатора 2014 года в Санкт-Петербурге уже в полутяжёлом весе. Добавил в послужной список бронзовую награду, полученную на Мемориале Умаханова в Каспийске — на стадии полуфиналов был остановлен представителем Белоруссии Сергеем Новиковым. Взял бронзу и на чемпионате Международного совета военного спорта в Алма-Ате. В зачёте национального первенства был побеждён Дмитрием Биволом.
На чемпионате России 2015 года в Самаре проиграл на стадии четвертьфиналов Имаму Хатаеву. Стал серебряным призёром Всемирных военных игр в Южной Корее. В матчевой встрече лиги WSB встретился с будущим олимпийским чемпионом Хулио Сесаром ла Крусом и проиграл ему по очкам.
В ноябре 2016 года на чемпионате России в Оренбурге, в весе до 81 кг, в 1/8 финала соревнований по очкам (0:3) вновь потерпел поражение от Павла Силягина.
Завоевал бронзу на Мемориале Умаханова, проиграв в полуфинале Муслиму Гаджимагомедову.
На чемпионате России 2017 года в Грозном выбыл из борьбы за медали уже на предварительном этапе полутяжёлой весовой категории. Был лучшим на чемпионате Вооружённых сил в Рязани.
В 2018 году на чемпионате России в Якутске дошёл до четвертьфинала, в очередной раз уступив Павлу Силягину. Одержал победу на Мемориале Юрия Капитонова и Владимира Кузина в Люберцах. Снова был лучшим на первенстве Вооружённых сил в Рязани.

### Профессиональная карьера
4 августа 2017 года в Сочи (Россия) Газалиев успешно дебютировал на профессиональном уровне, во 2-м среднем весе, досрочно нокаутом в 1-м раунде победив соотечественника Никиту Беляева (1-2).

## Статистика профессиональных боёв
В таблице перечислены результаты всех поединков боксёров.
В каждой строке указан результат поединка. Дополнительно номер поединка обозначен цветом, который обозначает итог поединка. Расшифровка обозначений и цветов представлена в нижеследующей таблице.
| Пример | Расшифровка                     |
| ------ | ------------------------------- |
|        | Победа                          |
|        | Ничья                           |
|        | Поражение                       |
|        | Планируемый поединок            |
|        | Поединок признан несостоявшимся |
| КО     | Нокаут                          |
| ТКО    | Технический нокаут              |
| PTS    | Решение судей (по очкам)        |
| UD     | Единогласное решение судей      |
| MD     | Решение большинства судей       |
| SD     | Раздельное решение судей        |
| RTD    | Отказ от продолжения боя        |
| DQ     | Дисквалификация                 |
| NC     | Поединок признан несостоявшимся |

| 4 поединка, 4 победы (4 нокаутом). | 4 поединка, 4 победы (4 нокаутом). | 4 поединка, 4 победы (4 нокаутом). | 4 поединка, 4 победы (4 нокаутом). | 4 поединка, 4 победы (4 нокаутом).                 | 4 поединка, 4 победы (4 нокаутом). | 4 поединка, 4 победы (4 нокаутом). |
| Бой                                | Рекорд                             | Дата боя                           | Соперник                           | Место проведения боя                               | Раундов, время                     | Дополнительно                      |
| ---------------------------------- | ---------------------------------- | ---------------------------------- | ---------------------------------- | -------------------------------------------------- | ---------------------------------- | ---------------------------------- |
| 4                                  | 4-0                                | 23 июня 2018                       | Вараздат Черников (11-7)           | Floyd Mayweather Boxing Academy, Жуковка, Россия   | TKO 3 (6), 2:38                    |                                    |
| 3                                  | 3-0                                | 30 декабря 2017                    | Даниэль Негат (1-11)               | ДС «Квант», Троицк, Москва, Россия                 | TKO 4 (6), 1:36                    |                                    |
| 2                                  | 2-0                                | 18 ноября 2017                     | Владимир Сазонов (4-11-1)          | Event-Hall, Солнечный, Воронежская область, Россия | TKO 4 (6), 1:30                    |                                    |
| 1                                  | 1-0                                | 4 августа 2017                     | Никита Беляев (1-2)                | Сочинский цирк, Сочи, Россия                       | KO 1 (4), 1:02                     | Дебют в профессиональном боксе.    |